# Dioscoro II di Alessandria
Papa Dioscoro II, detto il Giovane (Egitto, V secolo – Egitto, 27 ottobre 517) è stato papa della Chiesa ortodossa copta e patriarca di Alessandria dal 511 o 516 fino alla sua morte, un anno dopo.
Come i suoi predecessori, era una miafisita. Non appena prese il controllo della Chiesa di Alessandria, Dioscoro scrisse al grande sostenitore del miafisismo ad Antiochia, Severo, ribadendo la sua interpretazione delle nature (divina e umana) di Gesù Cristo. Affermò che la Parola di Dio si incarnò in un corpo umano perfetto in ogni cosa e si unì a lui e divenne un Figlio, un Cristo, un Dio, in un'unità inseparabile, e che la Trinità era così da sempre e che nessuna aggiunta fu fatta per l'incarnazione.
Morì secondo alcune fonti nel 511 o nel 517 secondo altre.

## Culto
È commemorato come santo il 27 ottobre (17 Paopi nel calendario copto).